# Your Little Secret
Your Little Secret es el quinto álbum de estudio de la cantautora estadounidense Melissa Etheridge, publicado por Island Records el 14 de noviembre de 1995. Contiene los sencillos «Your Little Secret», «I Want to Come Over» y «Nowhere to Go».

## Temáticas
De acuerdo con el crítico William Ruhlmann de Allmusic, Etheridge usó sus principales influencias musicales (artistas como Bruce Springsteen, U2 y Led Zeppelin) al momento de componer y grabar Your Little Secret. En cuanto al contenido lírico, Ruhlmann afirmó que muchas de las letras «parecen girar en torno a un triángulo amoroso [...] Las preocupaciones emocionales de Etheridge estaban específicamente orientadas hacia el mismo sexo, no tanto porque hiciera alarde de su lesbianismo como por la forma en que pensaba sobre el sexo y las relaciones».
La revista Go, especializada en temas concernientes a la comunidad LGBTI, lo ubicó en la quinta posición de la lista de álbumes de Melissa Etheridge por temática lésbica. La reseña en el sitio indica: «Por si el título no fuera suficiente para hacerte saber que vas a encontrar algo sáfico, la imagen de portada también lo es». También destacó la canción «An Unusual Kiss» como un claro ejemplo de una letra con temática gay. La autora Joyce Luck manifestó en el libro biográfico Melissa Etheridge: Our Little Secret que la canción «I Want to Come Over» está dedicada a su entonces compañera sentimental, la directora de cine Julie Cypher.

## Desempeño
El álbum alcanzó la sexta posición en la lista de éxitos Billboard 200 en los Estados Unidos, la más alta en la carrera de la cantautora en dicho listado. También ingresó en el Top 10 en listas similares de Países Bajos y Canadá. En la lista de fin de año de Billboard, el disco se ubicó en la casilla número 51.

## Recepción
Billboard elogió el disco y el desempeño de la artista: «Armada con su material más afilado hasta la fecha, la banda más compacta con la que ha grabado nunca y un sonido muy directo, Etheridge rockea incluso con más pasión que en su anterior éxito, Yes I Am [...] Presionada para dar continuidad a un álbum multiplatino que marcó un hito, Etheridge ha cumplido con creces. Una nueva etapa para una artista que ha marcado el ritmo de las rockeras de su generación».
En su crítica, la revista Cashbox señaló que «en éste, su quinto álbum, Etheridge sigue demostrando la coherencia que la ha convertido en una superestrella [...] Sus dotes para la balada están infravaloradas, pero como demuestran «Nowhere To Go» y la mitad inicial de «Shriner's Park», tiene el mismo talento en ese medio. En resumidas cuentas, Etheridge es una gran cantante con buenas canciones, lo que hace de cada álbum un proyecto que merece la pena».
El portal Allmusic fue más mesurado en su crítica, afirmando que «el reto de Etheridge sería crecer como escritora, ahora que las incesantes giras y una serie de álbumes buenos, pero no geniales, la habían llevado finalmente al umbral del platino. Your Little Secret dejaba abierta la pregunta sobre ese crecimiento».
El sitio web Albumism lo agregó en su lista de los 50 álbumes esenciales de artistas LGBTI: «En Yes I Am (1993), Melissa Etheridge pasó de ser uno de los secretos mejor guardados del rock a convertirse en una sensación de renombre de la noche a la mañana. La misma esencia enérgica está presente en el sucesor de Yes I Am, el sensual Your Little Secret».

## Lista de canciones
Todas escritas por Melissa Etheridge, excepto donde se indique.
1. «Your Little Secret» – 4:19
2. «I Really Like You» – 4:09
3. «Nowhere to Go» – 5:53
4. «An Unusual Kiss» – 5:21
5. «I Want to Come Over» – 5:25
6. «All the Way to Heaven» – 4:54
7. «I Could Have Been You» (Etheridge, John Shanks) – 5:56
8. «Shriner's Park» – 5:23
9. «Change» – 4:37
10. «This War Is Over» – 6:57

Fuente:

## Créditos

### Banda
- Melissa Etheridge – guitarras, teclados, voz
- John Shanks – guitarras, teclados
- Mark Browne – bajo
- Kenny Aronoff, Dave Beyer – batería, percusión

Fuente:

### Producción
- Productores: Melissa Etheridge, Hugh Padgham
- Ingenieros: Greg Goldman, Hugh Padgham
- Ingeniero asistente: John Aguto
- Mastering: Bob Ludwig
- Posproducción: Cheryl Engels
- Dirección artística: Judy Troilo

Fuente: